# Completeness
Completeness es el primer álbum de estudio de la banda japonesa ficticia de metal gótico Ave Mujica. Fue lanzado el 23 de abril de 2025 a través de Bushiroad Music.
El álbum incluye siete canciones con una duración total de 28 minutos, incluyendo "KiLLKiSS" y "Georgette Me, Georgette You", que se utilizaron como temas de apertura y cierre de la primera temporada de la serie de anime BanG Dream! Ave Mujica. Las cinco canciones restantes del álbum también se utilizaron como canciones insertadas en la misma serie.
El álbum logró posicionarse en las listas oficiales de álbumes japoneses de Oricon, así como en las listas de éxitos de Billboard Japan.

## Antecedentes y lanzamiento
Bushiroad Music anunció el álbum el 14 de febrero de 2025, con una fecha de lanzamiento estimada para el 23 de abril. El álbum se grabó en Mech Studio, Sound City, Tokio, mientras que la mezcla se realizó en Fennel Studio, Shibuya, Tokio. La letra de la canción fue escrita íntegramente por Diggy-MO', exmiembro del grupo japonés de hip hop Soul'd Out, quien también participó en la composición musical, entre otros.
El 15 de enero de 2025, se lanzó el sencillo "KiLLKiSS", junto con la canción "Georgette Me, Georgette You". Estas canciones se utilizaron como tema de apertura y cierre de la serie de anime BanG Dream! Ave Mujica, respectivamente. El 6 de marzo de 2025, se lanzó digitalmente "Imprisoned XII" y "Crucifix X", tras su uso como inserto en el décimo episodio de la serie. Aproximadamente un mes después, Sora no Música se publicó como descarga digital y en streaming. Seis días antes del lanzamiento del álbum, se lanzó oficialmente la canción "Kao".
El álbum se lanzó en una versión regular y otra limitada. Esta última incluía un disco Blu-ray con el cuarto concierto de la banda grabado íntegramente. Quienes habían pedido una copia física del álbum recibieron un segundo CD con una canción extra, que variaba según el lugar de pedido.

## Recepción
En una entrevista para Dead Rhetoric, Katarina McGinn describió Completeness como una escucha potente, independientemente de si se ha escuchado el anime de Ave Mujica o no. McGinn añadió que la música combina elementos de metal sinfónico, rock gótico, metalcore y pop; la banda [Ave Mujica] representa algo nuevo. Según la crítica, el álbum es "rotundamente pesado, alegremente melódico, gloriosamente cinematográfico y fascinantemente adictivo". En su conclusión, Completeness es uno de los lanzamientos más potentes de 2025 hasta la fecha.
Completeness se ubicó en el puesto 47 en la lista Hot Albums Charts publicada por Billboard Japan y permaneció en la lista durante una semana.

## Lista de canciones
| N.º | Título                                              | Productor(es)    | Duración |  |
| 1.  | «KiLLKiSS»                                          | Daisuke Hasegawa | 3:28     |  |
| 2.  | «Georgette Me, Georgette You»                       | Koji Matsuzaka   | 3:54     |  |
| 3.  | «Imprisoned XII»                                    | Koji Matsuzaka   | 3:08     |  |
| 4.  | «Crucifix X»                                        | o-saka           | 5:00     |  |
| 5.  | «Octagram Dance» (八芒星ダンス (Hachibousei Dance?) | araken           | 3:49     |  |
| 6.  | «Alter Ego» (顔 (Kao?)                              | Ryuhei Kinoshita | 4:02     |  |
| 7.  | «Música Caelestis» (天球のMúsica (Sora no Música?)  | Ryo Takahashi    | 4:39     |  |

## Posicionamiento en lista
| Lista (2025)                          | Mejor posición |
| ------------------------------------- | -------------- |
| Japanese Albums (Oricon)              | 7              |
| Japanese Combined Albums (Oricon)     | 7              |
| Japanese Hot Albums (Billboard Japan) | 47             |

## Personal
Ave Mujica
- Rico Sasaki (Doloris) – voz, guitarra principal
- Yuzuki Watase (Mortis) – guitarra rítmica, coros
- Mei Okada (Timoris) – bajo, coros
- Kanon Takao (Oblivionis) – teclados, coros
- Akane Yonezawa (Amoris) – batería, coros